# Liopteridae
Die Liopteridae sind eine Familie der Hautflügler (Hymenoptera) und werden in die Überfamilie der Gallwespenartigen (Cynipoidea) eingeordnet. Die Familie lebt vor allem in tropischen Wäldern und wird nur sehr selten beobachtet; sie fehlt in Europa. Soweit ihre Biologie bekannt ist, leben die Larven vermutlich als Parasitoide von holzbewohnenden Käferlarven.

## Merkmale
Liopteridae sind relativ große (meist 5 bis 15 Millimeter Körperlänge), meist kontrastreich gezeichnete Wespen. Ihre Verwandtschaft mit den anderen Cynipoidea zeigt sich im charakteristischen Flügelgeäder der Überfamilie und in der Gestalt des Hinterleibs, der in Seitenansicht oval und relativ hoch gewölbt, bei Ansicht von oben aber sehr schmal ist. Von den Gallwespen (Cynipidae) und den Figitidae sind die Liopteridae meist schon anhand der Körpergröße leicht unterscheidbar, obwohl es auch Arten gibt, die kaum größer als drei Millimeter werden. Von den Ibaliidae unterscheiden sie sich vor allem in der Skulptur des Thorax (meist auch des Kopfes), die bei den Liopteridae ein charakteristisches Muster aus zahlreichen kleinen Grübchen in der sehr massiv sklerotisierten Cuticula zeigt. Außerdem zeigt das Schildchen (Scutellum) seitliche, abgerundete oder dornartige, Fortsätze und die Schienen (Tibien) des mittleren Beinpaars sind auffallend kurz. Die Fühler sind meist lang und fadenförmig, oft sind sie zur Spitze hin etwas verbreitert (gekeult). Die Flügel sind klar oder dunkelbraun getönt und oft gezeichnet.

## Verbreitung
Liopteridae sind beinahe weltweit verbreitet, kommen aber fast nur in den Tropen und auf der Südhalbkugel vor. Die Unterfamilie Liopterinae lebt in den Tropen Südamerikas (Neotropis) mit wenigen Arten, die nach Norden bis Mittelamerika (Panama) ausstrahlen. Die Oberthuerellinae leben im tropischen Afrika, die Dallatorrellinae leben in Südostasien, Australien und dem verbindenden Inselbogen. Die Mayrellinae sind fast weltweit verbreitet, wobei die meisten Arten im tropischen Ostasien leben. In Amerika kommen einige Arten nach Norden bis in die USA (Texas, Kalifornien) vor. Lediglich in der Westpaläarktis mit Europa kommt keine Art vor.

## Lebensweise
Die Biologie der Familie ist nahezu unbekannt. Aus den Funddaten der Museumsexemplare ist ersichtlich, dass die meisten Tiere an abgestorbenem Holz gesammelt worden sind. In einigen Fällen wurde ein Befall des Holzes durch Käferlarven (Buprestidae, Cerambycidae), gelegentlich auch durch Holzwespenlarven (Siricidae) berichtet. Aus diesen spärlichen Angaben wird von den meisten Bearbeitern ein Leben der Larven als Parasitoide holzbewohnender Käferlarven geschlossen.

## Systematik
In seiner maßgeblichen Monographie der Familie unterscheidet Fredrik Ronquist 130 Arten, von denen allerdings 70 nicht wissenschaftlich beschrieben sind. Von fast allen Arten liegen nur Einzelexemplare oder sehr kleine Serien vor. Es ist deshalb anzunehmen, dass die Vertreter der Familie nicht nur generell eher selten sind, sondern auch, dass zahlreiche Arten bisher noch nicht gefunden worden sind. Der Verbreitungsschwerpunkt der Familie in tropischen Wäldern, die generell sehr wenig erforscht sind, entspricht dieser Einschätzung.
Die Familie wird in vier Unterfamilien gegliedert:
- Mayrellinae. 3 Gattungen
- Dallatorrellinae. 2 Gattungen[1]
- Oberthuerellinae. 3 Gattungen
- Liopterinae. 3 Gattungen

## Belege